# Cases Marcel·lí Girona
Les Cases Marcel·lí Girona són un conjunt arquitectònic situat a la Via Laietana, 38-42 i plaça de les Beates, 1 de Barcelona, catalogat com a bé amb elements d'interès (categoria C).

## Història i descripció
El 1884, l'empresari Marcel·lí Girona i Guyé, fill de Joan Girona i Agrafel i d'Enriqueta Guyé, va promoure l'obertura d'un tram de la Via A del Pla Baixeras (futura Via Laietana) en el solar del convent de Sant Joan de Jerusalem, el Passatge del Pont de la Parra, a banda i banda del qual es construïren sengles conjunts d'edificis d'habitatges de planta baixa, entresol i quatre pisos, projectats per l'arquitecte Antoni Rovira i Rabassa.
Amb l'obertura definitiva de la Via Laietana cap al 1913, els edificis de la banda dels senars, que donaven al carrer de la Riera de Sant Joan, van ser enderrocats per a donar pas a d'altres més grans i sumptuosos, i només es conservaren els dels parells, si bé al central (núm. 40) se li va afegir una tribuna, i els dels extrems (núms. 38 i 42) han estat reformats amb remuntes. Aquest darrer ha estat convertit en hotel després d'haver expulsat tots els residents excepte un, que hi viu en un pis de renda antiga i ha patit assetjament immobiliari, tal com s'explica en el documental City for Sale (2019).

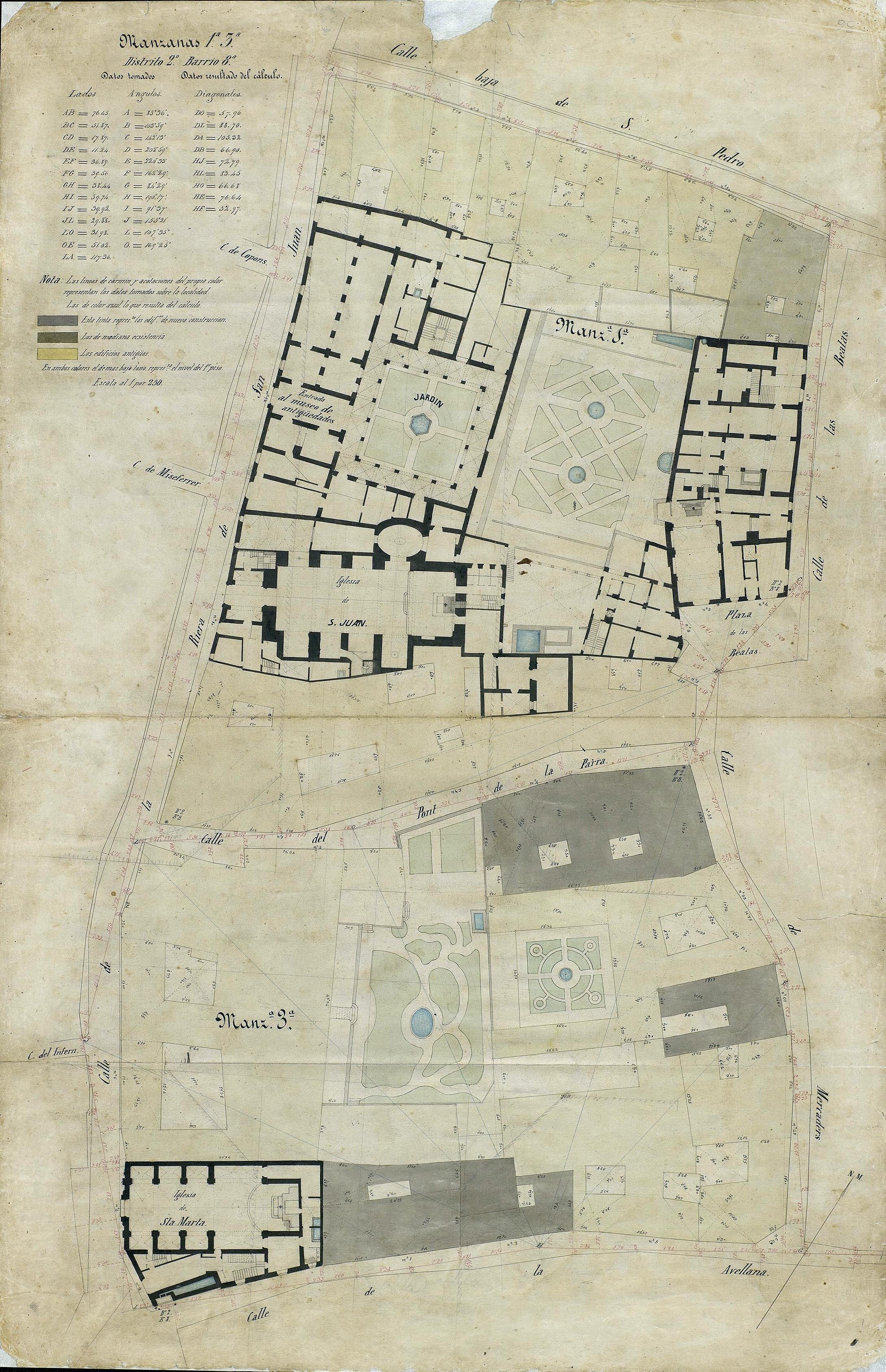
Quarteró núm. 36 de Garriga i Roca (c. 1860)

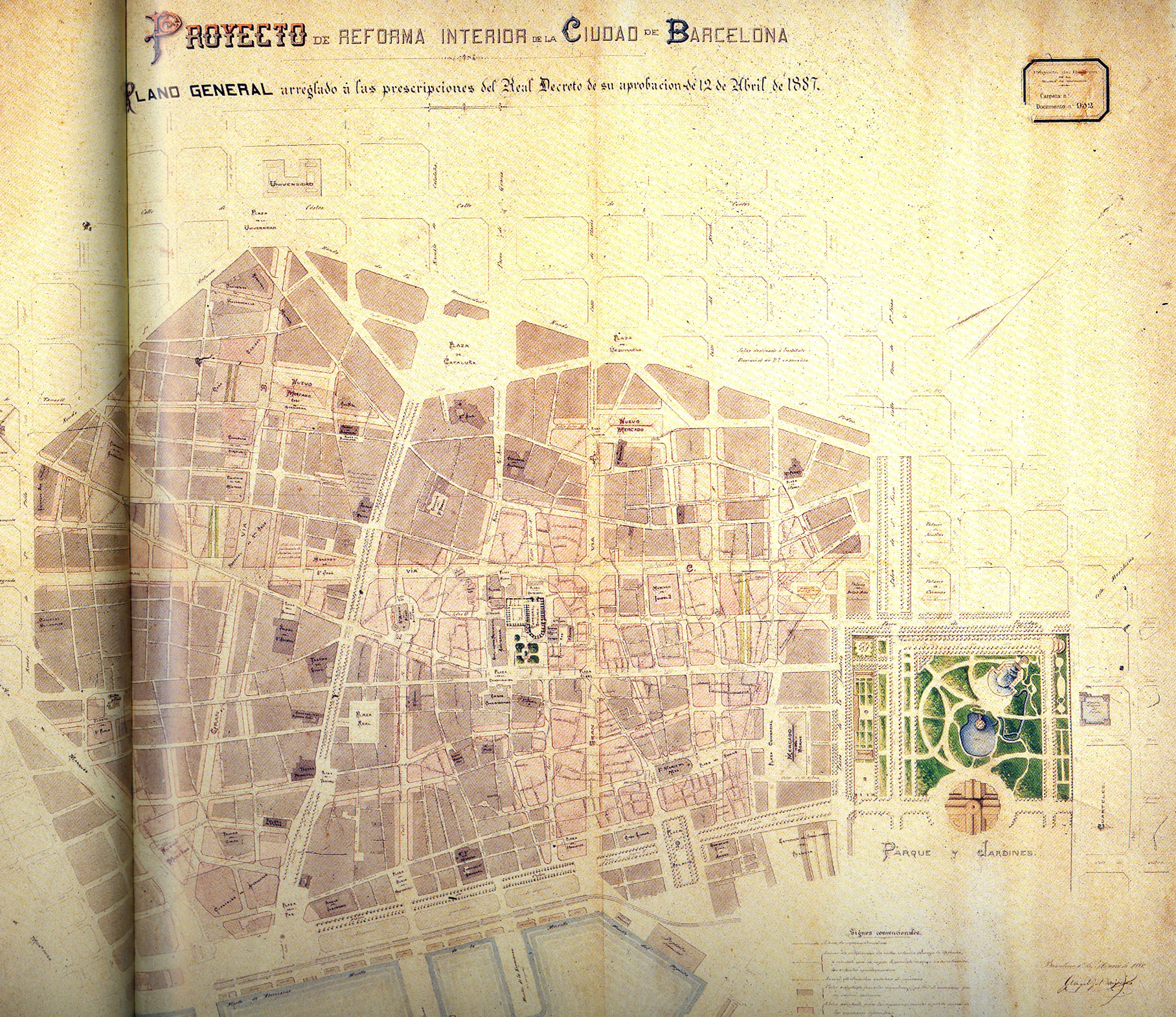
Pla Baixeras de Reforma Interior

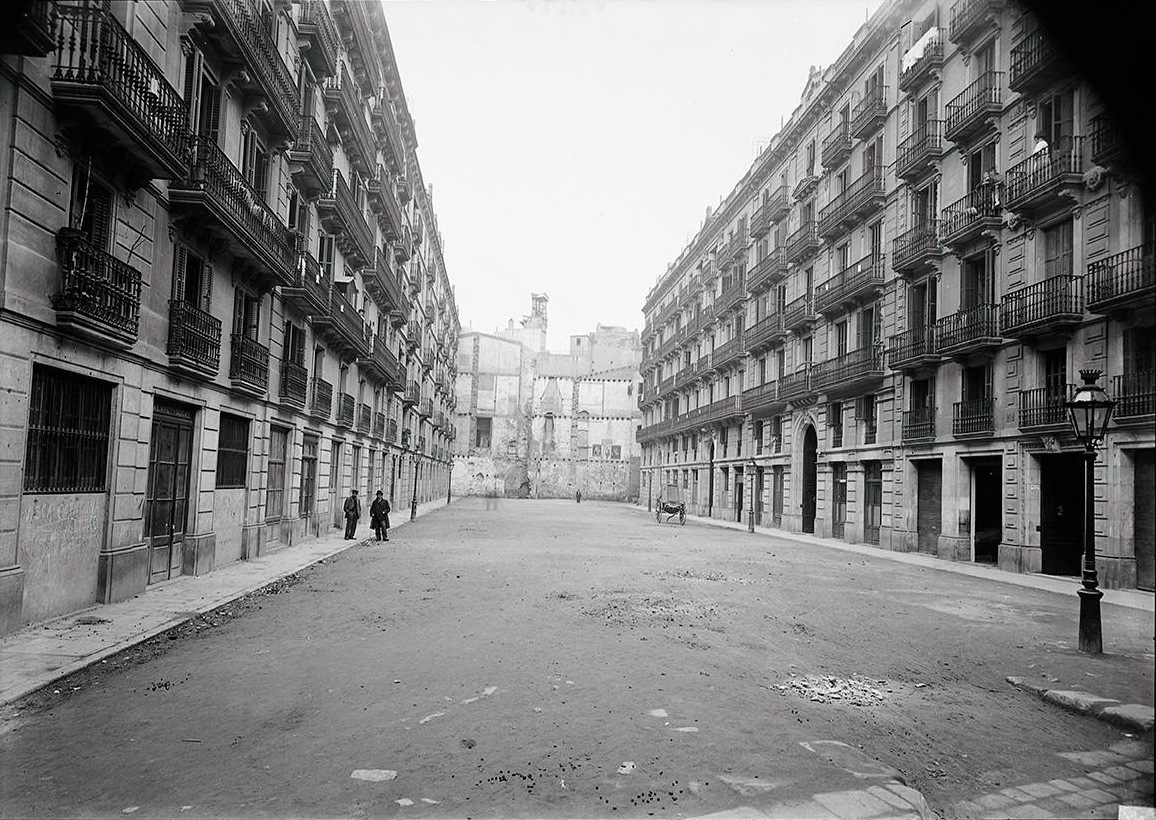
Passatge del Pont de la Parra (1908)